# Starosilzi
Starosilzi (ukrainisch Старосільці; russisch Старосельцы Staroselzy, polnisch Starosielce) ist ein Dorf in der ukrainischen Oblast Schytomyr mit etwa 700 Einwohnern.

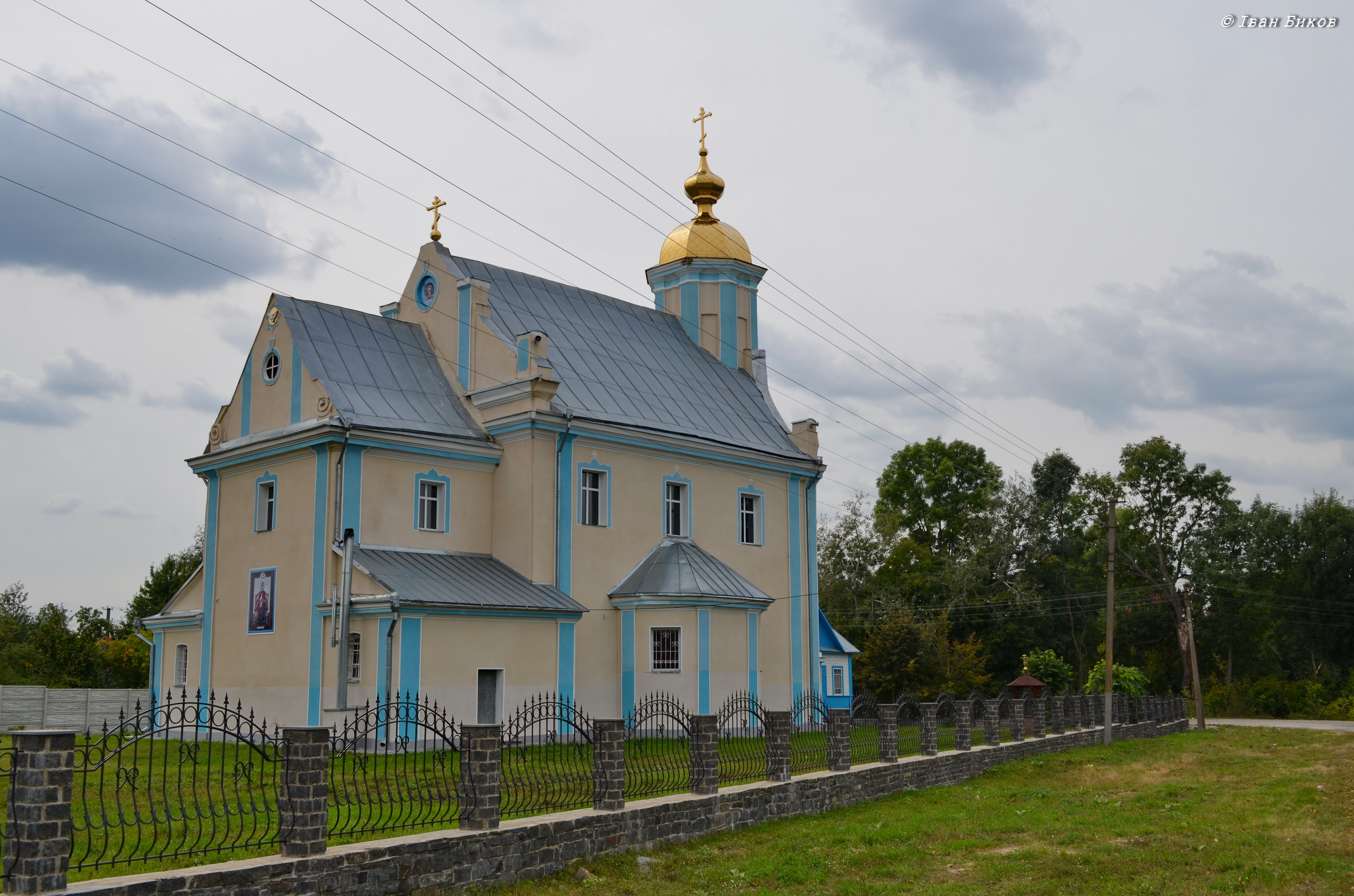
Kirche im Ort

Das erstmals 1584 schriftlich erwähnte Dorf liegt am Fluss Myka (Мика), 30 km nordöstlich vom Rajon- und Oblastzentrum Schytomyr entfernt.
Es lag 1795 im russischen Gouvernement Wolhynien, war ab 1923 ein Teil der Ukrainischen SSR, seit 1991 dann Teil der heutigen Ukraine.

## Verwaltungsgliederung
Am 12. Juni 2019 wurde das Dorf zum Zentrum der neugegründeten Landgemeinde Starosilzi (ukrainisch Старосілецька сільська громада/Starosilezka silska silska hromada), zu dieser zählten auch noch die 15 in der untenstehenden Tabelle aufgelistetenen Dörfer, bis dahin bildete es zusammen mit den Dörfern Kaschperiwka und Smykiwka die gleichnamige Landratsgemeinde Starosilzi (Старосілецька сільська рада/Starosilezka silska rada) im Norden des Rajons Korostyschiw.
Am 17. Juli 2020 kam es im Zuge einer großen Rajonsreform zum Anschluss des Rajonsgebietes an den Rajon Schytomyr.
Folgende Orte sind neben dem Hauptort Starosilzi Teil der Gemeinde:
| Name                     | Name            | Name                              |
| ukrainisch transkribiert | ukrainisch      | russisch                          |
| ------------------------ | --------------- | --------------------------------- |
| Horodske                 | Городське       | Городское (Gorodskoje)            |
| Humennyky                | Гуменники       | Гуменники (Gumenniki)             |
| Kamjanyj Brid            | Кам’яний Брід   | Каменный Брод (Kamenny Brod)      |
| Kaschperiwka             | Кашперівка      | Кашперовка (Kaschperowka)         |
| Kosijiwka                | Козіївка        | Козиевка (Kosijewka)              |
| Mynijky                  | Минійки         | Минейки (Mineiki)                 |
| Nowohorodezke            | Новогородецьке  | Новогородецкое (Nowogorodezkoje)  |
| Sadowe                   | Садове          | Садовое (Sadowoje)                |
| Slobidka                 | Слобідка        | Слободка (Slobodka)               |
| Smykiwka                 | Смиківка        | Смыковка (Smykowka)               |
| Tortschyn                | Торчин          | Торчин (Tortschin)                |
| Trawnewe                 | Травневе        | Травневое (Trawnewoje)            |
| Tscherwonyj Haj          | Червоний Гай    | Червоный Гай (Tscherwony Gai)     |
| Tscherwonyj Rowez        | Червоний Ровець | Червоный Ровец (Tscherwony Rowez) |
| Wyssokyj Kamin           | Високий Камінь  | Высокий Камень (Wyssoki Kamen)    |